# Jírovec u Mariánské kapličky v Jankovicích
Jírovec u Mariánské kapličky v Jankovicích je solitérní, estetický památný strom jírovec maďal (Aesculus hippocastanum), který roste u polorozbořené cihlové kapličky na východním okraji osady Jankovice (část města Teplá) v okrese Cheb v Karlovarském kraji, v jižním cípu CHKO Slavkovský les. 

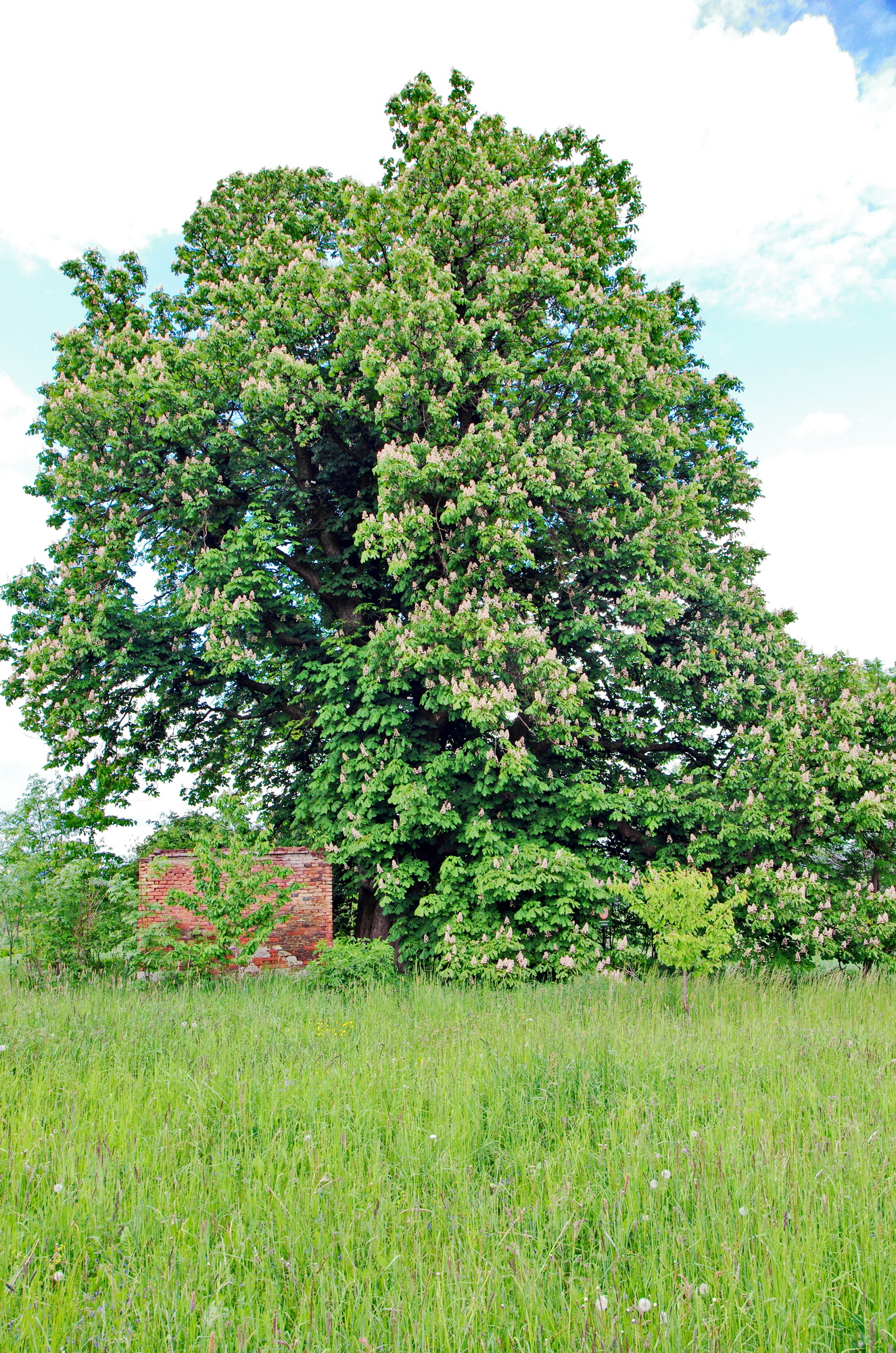
v červnu 2015 v plném květu

Hustá koruna je složená z mnoha silných větví a sahá do výšky 23 m, obvod kmene měří 393 cm (měření 2005 resp. 2014). Od stromu je krásný výhled na Tepelskou vrchovinu. Strom je chráněn od roku 1999 jako historicky důležitý strom, významný stářím, významný krajinný prvek a strom významný vzrůstem. V roce 2005 byla v koruně stromu provedena nedestruktivní vazba k jejímu statickému zajištění. 

## Stromy v okolí
- Tepelský dub
- Hroznatova lípa
- Lípa u hřbitova
- Rájovský javor